# Hampton (Nuovo Brunswick)
Hampton è un comune del Canada, situato nella provincia del Nuovo Brunswick.